# Blasskehl-Schnäppertyrann
Der Blasskehl-Schnäppertyrann (Contopus sordidulus) oder Westliche Waldtyrann ist ein amerikanischer Schreivogel.

## Merkmale
Der 16 cm lange Vogel ist oberseits olivgrün gefärbt mit weißlichen Flügelstreifen und unserseits hellgrau mit dunkleren Partien an Brust und Flanken.
Er hat einen rauen, anhaltenden Ruf.

## Vorkommen
Der Blasskehl-Schnäppertyrann  bewohnt lichte Wälder, Parks, Streuobstwiesen und Gebirgswälder im westlichen Teil Nordamerikas von Alaska bis nach Mittelamerika und zieht zum Überwintern ins westliche Südamerika bis nach Peru und Bolivien.

## Verhalten
Der Vogel hält von einem Ansitz aus Ausschau nach Insekten, die er in Flug fängt oder von Blättern pickt. Die Nahrung besteht aus Motten, Fliegen, Mücken und, wenn Insekten rar sind, auch von Beeren.

## Fortpflanzung
In einem offenen Schalennest aus einem waagrechten, oft hohen Ast werden drei bis vier Eier rund zwei Wochen lang bebrütet. Beide Elternvögel füttern die Jungen.